# 진데르주

진데르주의 위치

진데르주(프랑스어: Zinder Region)은 니제르 남부에 있는 주이다. 2011년 현재 인구는 2,916,929명이고 면적은 145,430km2다. 주도는 진데르다.

## 인구
| 연도    | 인구      | ±%     |
| ------- | --------- | ------ |
| 1977    | 1,002,222 | —      |
| 1985    | 1,411,061 | +40.8% |
| 2001    | 2,080,250 | +47.4% |
| 2012    | 3,539,764 | +70.2% |
| source: |           |        |

## 같이 보기
- 니제르의 행정 구역